# Ager publicus
Nel diritto romano, l'ager publicus, letteralmente "agro pubblico", era l'insieme ed il carattere giuridico di porzioni di territorio (terreni, fondi, latifondi, e per impropria estensione talvolta anche gli altri immobili) di proprietà dello stato. L'ager era esterno alla città vera e propria, delimitata dal pomerio.

## Storia
La prima menzione di ager publicus si trova già nel II secolo a.C. da parte di Lucio Cassio Emina, che usa tale termine nei suoi Annales, come riportato da Nonio Marcello. Della stessa epoca sono anche l'inciso agro poplico nell'Elogio di Polla e agrum poplicum nella Tavola di Polcevera del 117 a.C.. In realtà è molto probabile che in questa fase storica il termine ager publicus non volesse significare "agro publico" ma "agro occupato" o meglio "devastato". L'originale significato del termine publicus derivava dal verbo populare che come Mommsen spiega originariamente aveva il significato proprio di "devastare". Ciò sarebbe confermato anche dal fatto che le stesse assemblee popolari romane erano inizialmente "assemblee degli uomini in armi". Ciò sarebbe ulteriormente confermato dal fatto che alcune fonti parlano di questo ager come ager occupatorius cioè ager nemico occupato militarmente.
L'accezione di "agro publico" si avrà solo qualche decennio dopo e principalmente in età gracchiana quando il termine ager publicus sarà usato per la prima volta, nel 111 a.C. anche in un primo atto ufficiale e cioè la lex agraria epigrafica. Ad influenzare il cambio di visione e di diritto su tale termine è sicuramente stata la politica di Tiberio Gracco con una visione dell'ager non più di diritto propriamente augurale cioè come un diritto acquisito per lex sacrata ma come un diritto laico, come sarà poi consolidato anche dall'interpretazione del pontefice Publio Mucio Scevola. È molto probabile che Tibero Gracco avesse usato questa nuova dizione di ager publicus per distinguerlo dall'ager privatus cioè i terreni appartenenti a privati.

## Nozione
L'ager publicus, in diritto romano, è l'insieme di porzioni di territorio (terreni, fondi, latifondi) di proprietà dello stato romano. Lo stato acquisitiva questi territori spesso attraverso l'occupazione militare di altri territori ma non raramente anche attraverso opere di vero e proprio esproprio, come ad esempio avvenne per i territori campani con la deditio del 221 a.C..
Parte del territorio in ager publicus veniva concessa ai privati, dopo la centuriazione da parte dei censori, in proprietà piena (ager divisus et adsignatus per limites in centuriis) dietro il pagamento di un compenso allo stato (vectigal), mentre parte veniva concessa solo in godimento (la definizione precisa della nozione di possessio - godimento - dell'ager publicus, è però ancora da chiarire in alcuni aspetti). Questi ultimi sono definiti dal Weber come ager di "minor diritto".
Una parte veniva, infine, destinata a scopi religiosi, per la destinazione di templi, oppure ancora per la realizzazione di colonie.

### Diverse forme di concessione del ager publicus
Diverse erano le forme in cui l'ager publicus veniva concesso, che peraltro denominavano l'ager oggetto di tale adsignatio:
- ager occupatorius: con e senza corrispettivo (canone periodico), forse in origine concesso ai soli patrizi, non dava luogo ad usucapione.
- ager scripturarius: concesso a pascolo con pagamento della scriptura. Tale canone da pagare era costituito da una somma fissa per ciascun animale che avrebbe dovuto pascolare in quel territorio;
- ager compascuus: simile all'ager scripturarius (anzi, non ne è tanto nitida la differenza), veniva assegnato a comunità o a soggetti plurimi (spesso proprietari di fondi confinanti), forse anche senza obbligo di corrispondere un canone in origine, e utilizzato col mandarvi i propri animali a pascolare. Per ager compascuus letteralmente si può dunque intendere un territorio lasciato ai vicini per il pascolo comune degli animali. Fu la lex Sempronia Agraria a sciogliere i dubbi che si ponevano anche i gromatici sulla natura dello stesso, coloro che erano adibiti alla spartizione delle terre, classificando il compascolo come ager publicus;
- ager quaestorius: venduto dai questori, conservava il carattere di pubblico e il privato acquistava il possesso tutelato da interdetti e revocabile, pagando il vectigal a titolo di ricognizione;
- ager censorius: locato dai censori;
- ager vectigalis: sottoposto al pagamento di un vectigal (canone periodico), si assegnava al privato questo ager dapprima per 5 anni e poi, successivamente, in perpetuo.
- agri redditi: denominazione di un terreno demaniale composto da terreni dei paesi conquistati, che veniva restituito ai vinti dietro il pagamento di un tributo.